# Comté de Plymouth (Massachusetts)
Pour les articles homonymes, voir Comté de Plymouth.
Le comté de Plymouth est un comté du Commonwealth du Massachusetts. Au recensement de 2000, il comptait 472 822 habitants. Ses chefs-lieux sont Plymouth et Brockton.

## Municipalités du comté
- Abington,
- Bridgewater,
- Brockton,
- Carver,
- Duxbury,
- East Bridgewater,
- Halifax,
- Hanover,
- Hanson,
- Hingham,
- Hull,
- Kingston,
- Lakeville,
- Marion,
- Marshfield,
- Mattapoisett,
- Middleborough,
- Norwell,
- Pembroke,
- Plymouth,
- Plympton
- Rochester,
- Rockland,
- Scituate,
- Wareham,
- West Bridgewater,
- Whitman.